# Phoebe (vệ tinh)
Phoebe (/ˈfiːbi/ FEE-bee; Tiếng Hy Lạp: tiếng Hy Lạp cổ: Φοίβη Phoíbē) là một vệ tinh dị hình của Sao Thổ với đường kính trung bình 213 km. Nó được phát hiện ra bởi William Henry Pickering vào ngày 18 tháng 3 năm 1899 từ các tấm kính ảnh được chụp bắt đầu từ ngày 16 tháng 8 năm 1898 tại Đài quan sát Boyden gần Arequipa, Peru, bởi DeLisle Stewart. Nó là vệ tinh tự nhiên đầu tiên được phát hiện thông qua ảnh chụp.
Phoebe là đối tượng đầu tiên bắt gặp trong lần ghé thăm của tàu vũ trụ Cassini tới hệ Sao Thổ vào năm 2004, và do đó được nghiên cứu kĩ lưỡng một cách khác thường đối với một vệ tinh dị hình ở kích cỡ của nó. Quỹ đạo của Cassini với sao Thổ và thời gian ghé thăm được lựa chọn một cách đặc biệt để cho phép cuộc bay ngang qua này. Sau lần bắt gặp và tiến vào quỹ đạo của nó, Cassini không đi quá nhiều ngoài quỹ đạo của Iapetus.
Phoebe thì đại khái có hình cầu, là một vệ tinh có phân tầng bên trong. Ở thời kì đầu trong lịch sử của mình, Phoebe đã từng có hình cầu và nóng và bị biến đổi khỏi hình dạng cầu do các cú va chạm diễn ra liên tục. Các nhà khoa học tin là nó là một centaur bị bắt giữ mà có nguồn gốc từ Vành đai Kuiper.

## Bản đồ

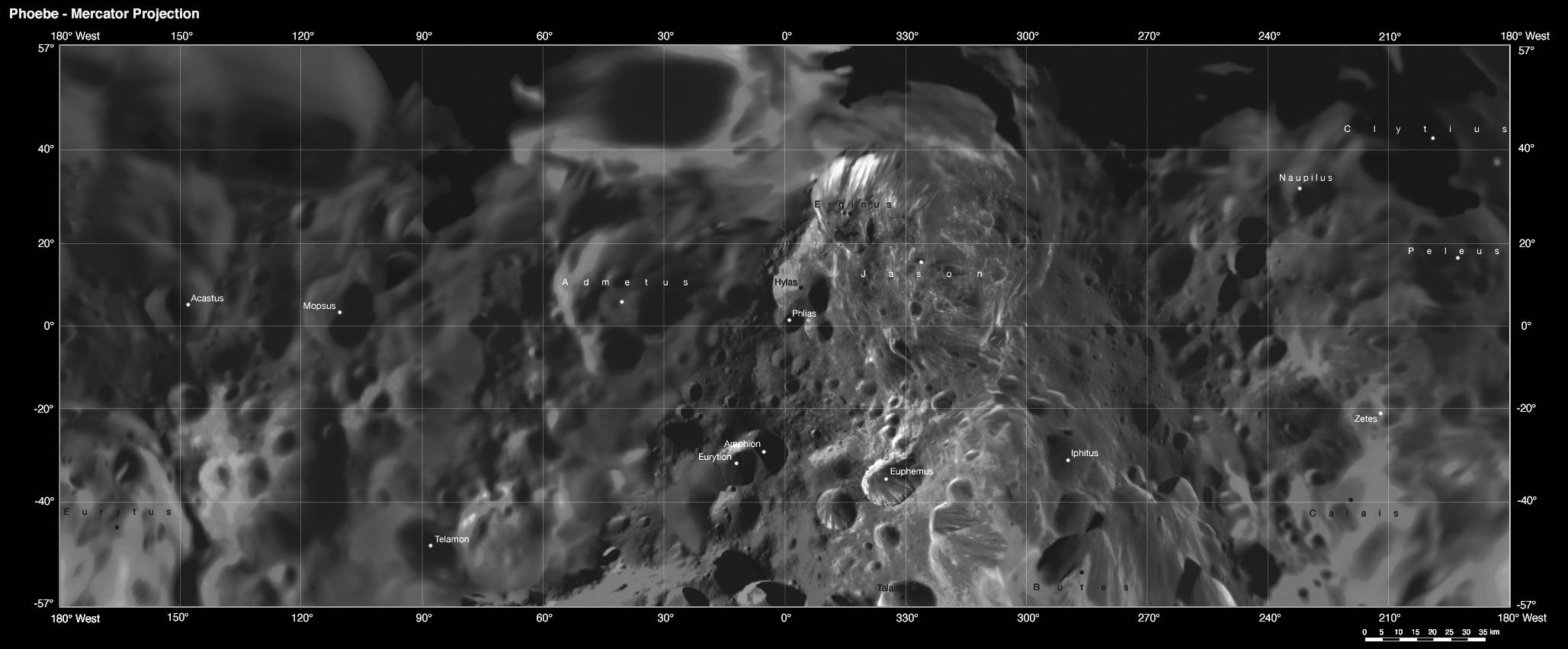
Map of Phoebe's middle latitudes. The higher latitudes have been clipped from the main map, but can be seen in the polar projections.
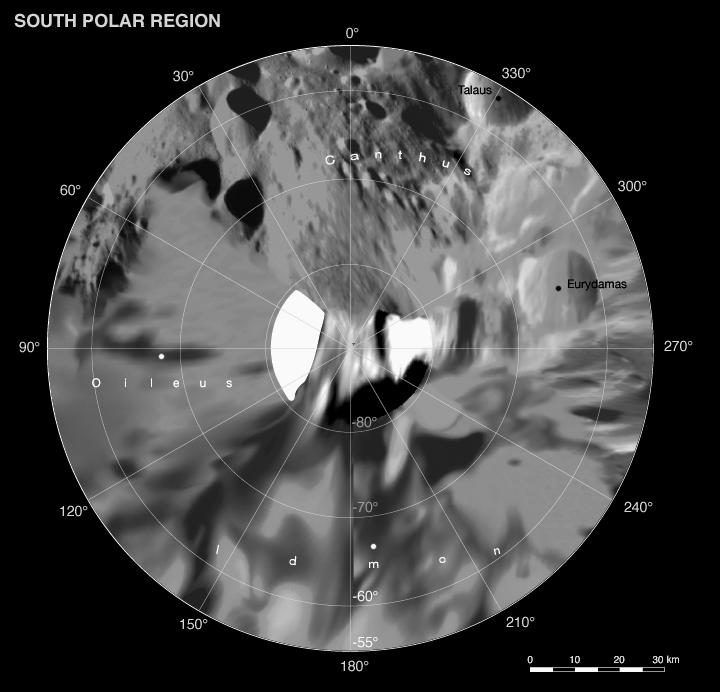
Map of Phoebe's south polar region
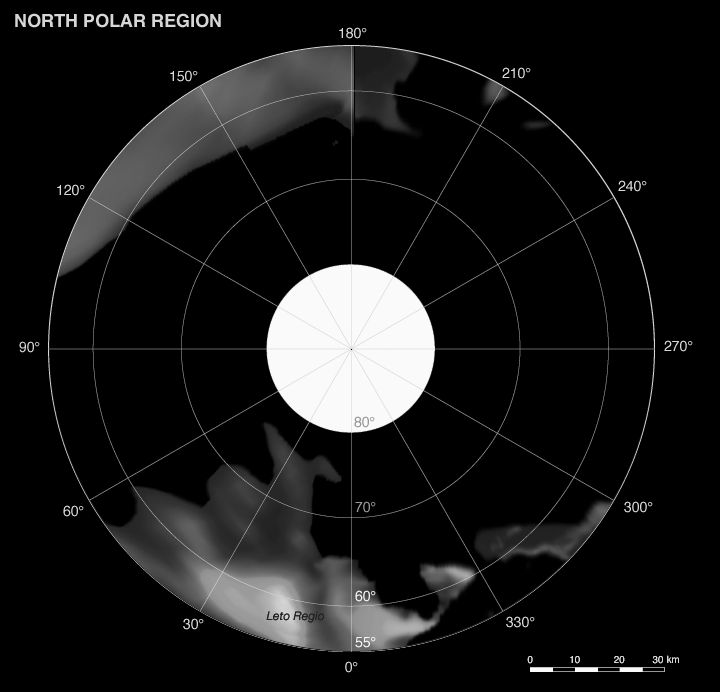
Map of Phoebe's north polar region
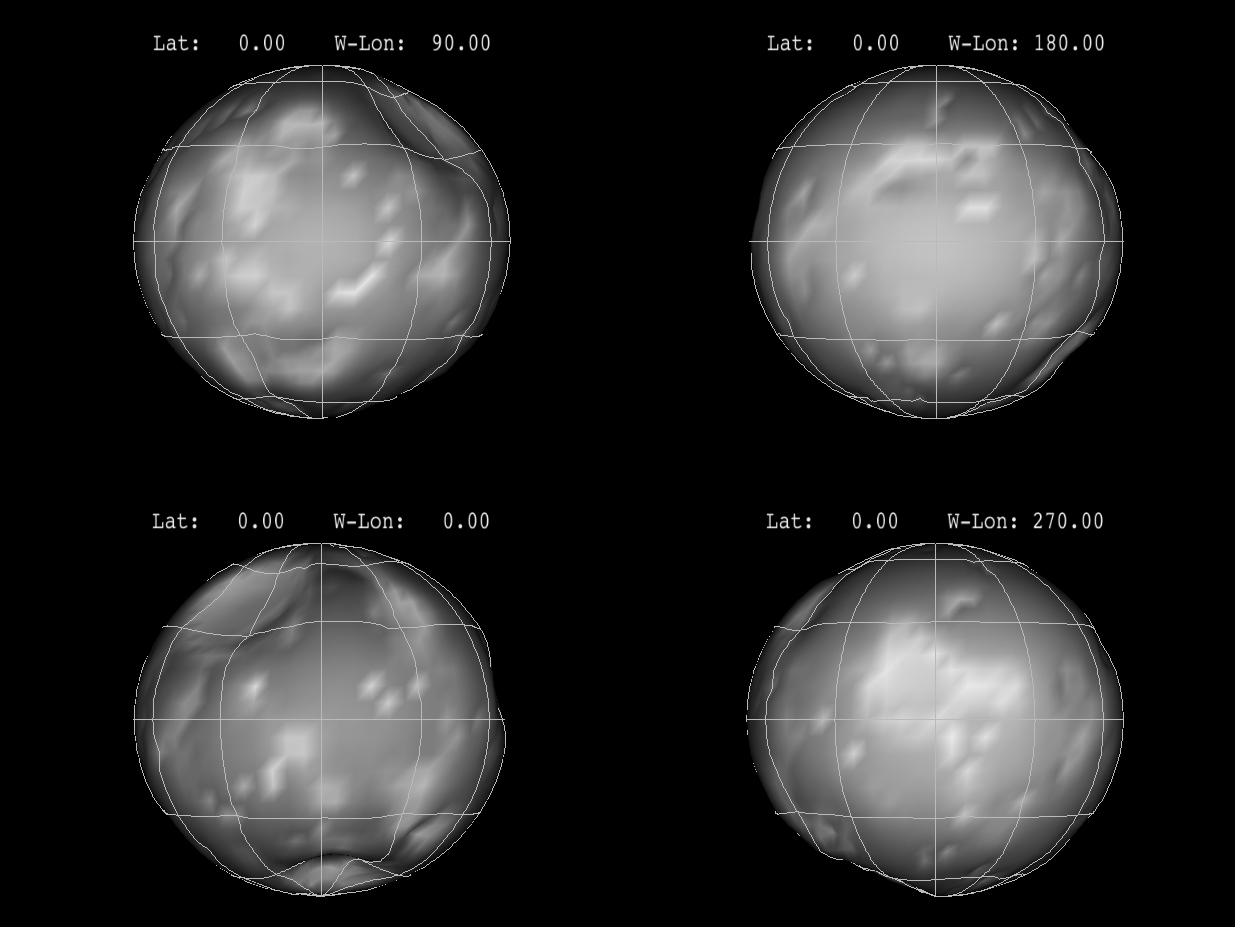
3D map showing Phoebe's once spherical shape